# باز کوپر
باز کوپر (نام علمی: Accipiter cooperii) یک باز با جثه متوسط و بومی قاره آمریکای شمالی است که از جنوب کانادا تا مکزیک یافت می‌شود. این گونه عضوی از سردهٔ بازها است که گاهی به عنوان بازهای راستین نیز شناخته می‌شود، بازهای بسیار چابک و نسبتاً کوچکی هستند که در زیستگاه‌های جنگلی در سراسر جهان رایج هستند و همچنین متنوع‌ترین سرد پرندگان شکاری روزگرد هستند. مانند بسیاری از پرندگان شکاری، نر کوچکتر از ماده است. پرندگانی که در شرق رود می‌سی‌سی‌پی یافت می‌شوند، به‌طور میانگین بزرگتر از پرندگانی هستند که در غرب یافت می‌شوند. به راحتی با باز ساق‌تیز نیز که کوچکتر اما مشابه است اشتباه گرفته می‌شود.
این گونه در سال ۱۸۲۸ توسط شارل لوسین بناپارت به افتخار دوست و پرنده‌شناس همکارش، ویلیام کوپر، نامگذاری شد. نام‌های رایج دیگر باز کوپر عبارتند از: دارتر آبی بزرگ، باز مرغ، صلیب پرنده، باز بلدرچین، مهاجم، و باز تیزپرواز. بسیاری از نام‌هایی که برای بازهای کوپر به کار می‌رود به توانایی آن‌ها در شکار طعمه‌های بزرگ و فراری با استفاده از چابکی بسیار خوب اشاره دارد. این گونه عمدتاً پرندگان کوچک تا متوسط را شکار می‌کند، اما معمولاً پستانداران کوچک و گاهی اوقات خزندگان را نیز شکار می‌کند.
مانند بیشتر بازهای مرتبط، بازای کوپر ترجیح می‌دهند در درختان بلند با تاج پوشش وسیع لانه کنند و معمولاً بسته به شرایط می‌توانند تا دو تا چهار جوجه پروازی تولید کنند. تلاش‌های زادآوری ممکن است به دلیل آب و هوای نامناسب، شکارچیان و علل انسانی، به ویژه استفاده از آفتکش‌های صنعتی و سایر آلودگی‌های شیمیایی در قرن بیستم به خطر بیفتد. برخلاف کاهش به دلایل انسان‌ساز، این پرنده یک گونه پایدار باقی مانده‌است.

## نگارخانه

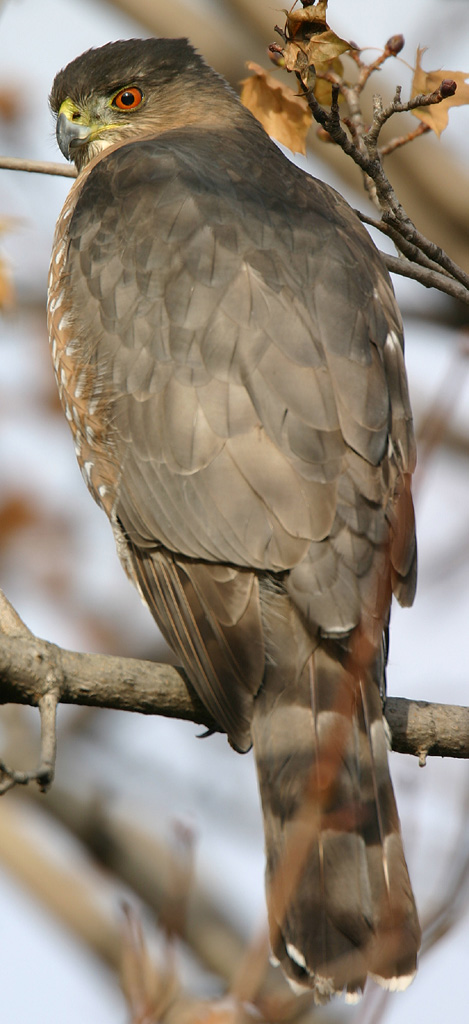
بالغان ممکن است قهوه‌ای مایل به خاکستری یا آبی مایل به خاکستری در روتنه، با سر مشخص و قابل توجه باشند
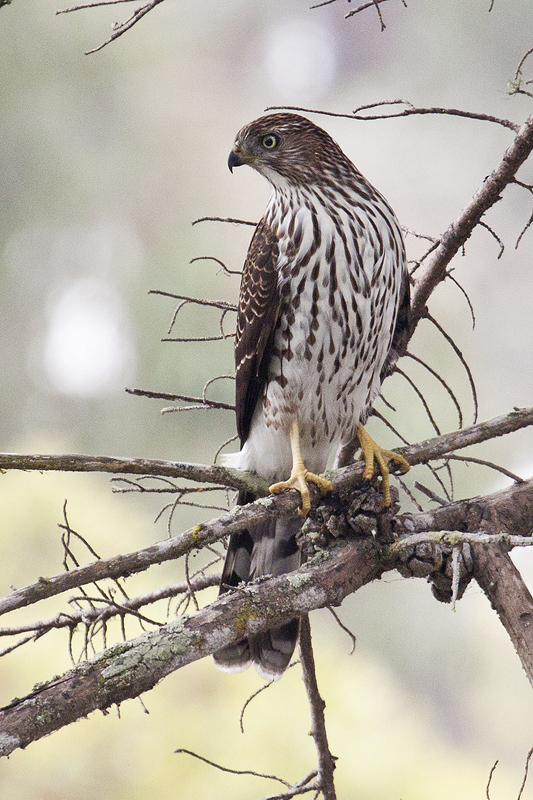
با کوپر نوجوان
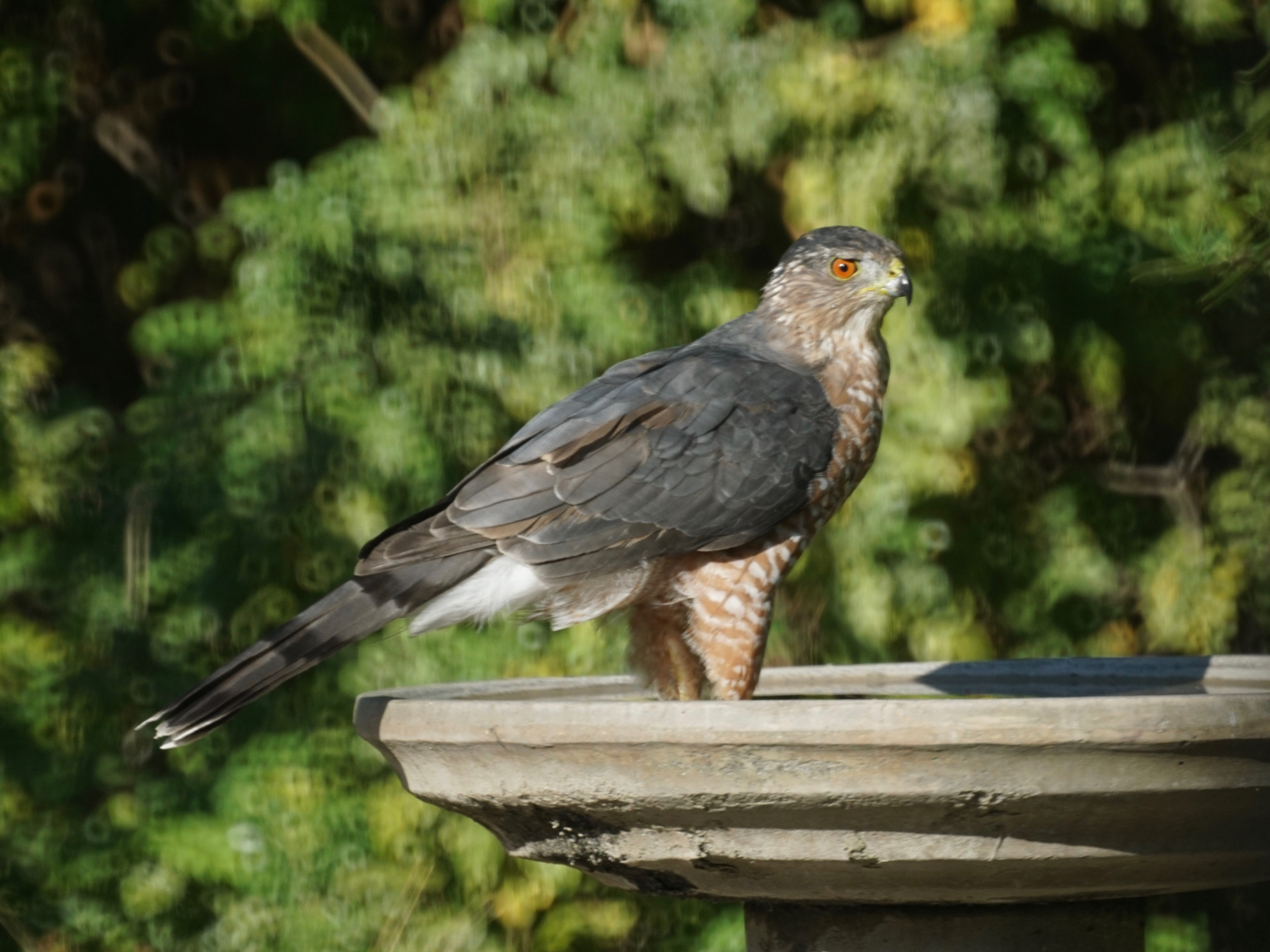
یک باز کوپر بالغ با قاب میان‌جثه و دم بسیار بلند آن را نشان می‌دهد
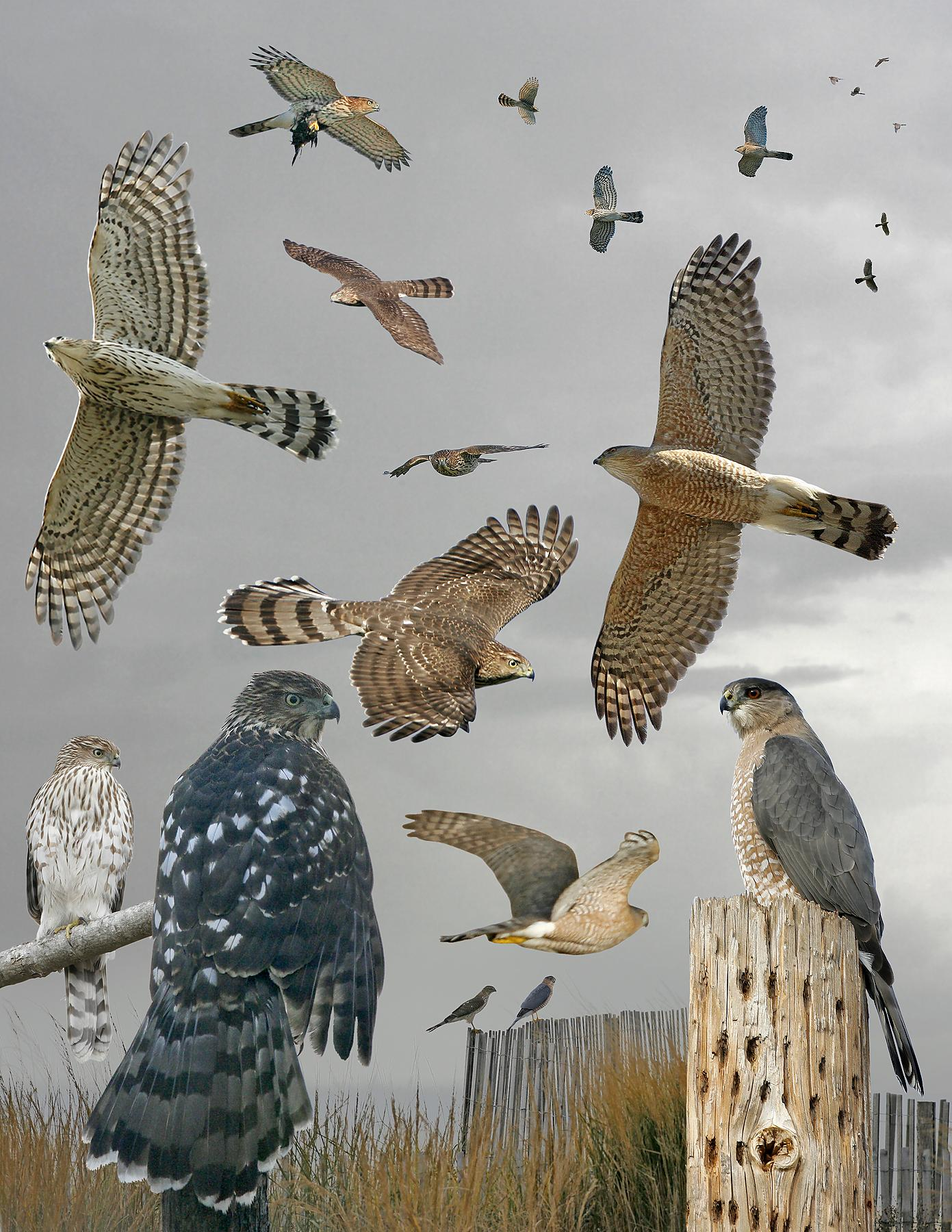
تصویر ترکیبی از بازهای کوپر برای شناسایی
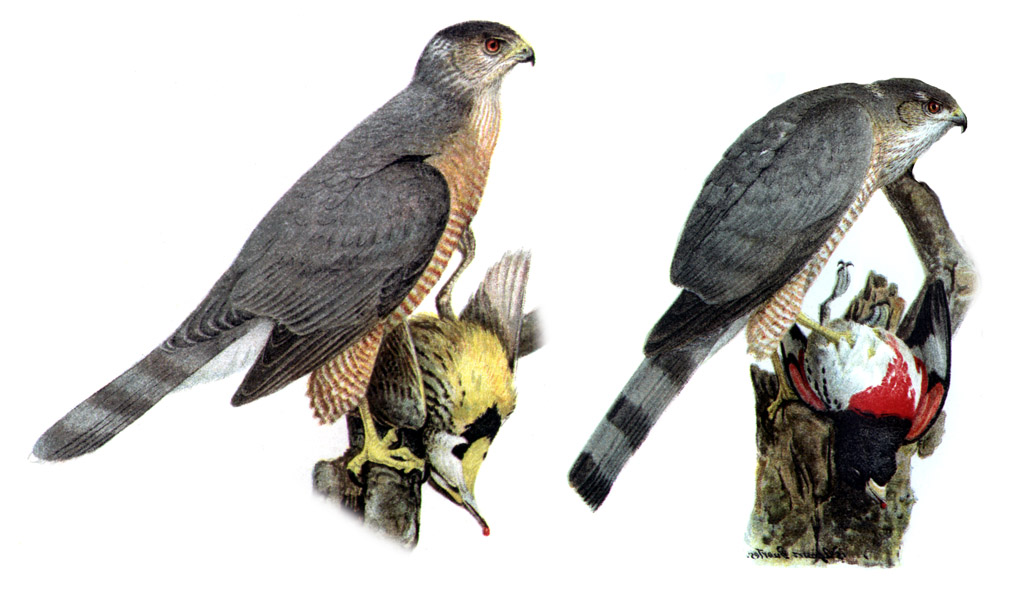
مقایسه یک باز کوپر نر (سمت چپ) با طعمه و یک باز ساق‌تیز ماده (راست) با طعمه. هر دو طعمه حدود یک سوم وزن بازهای مربوطه هستند.
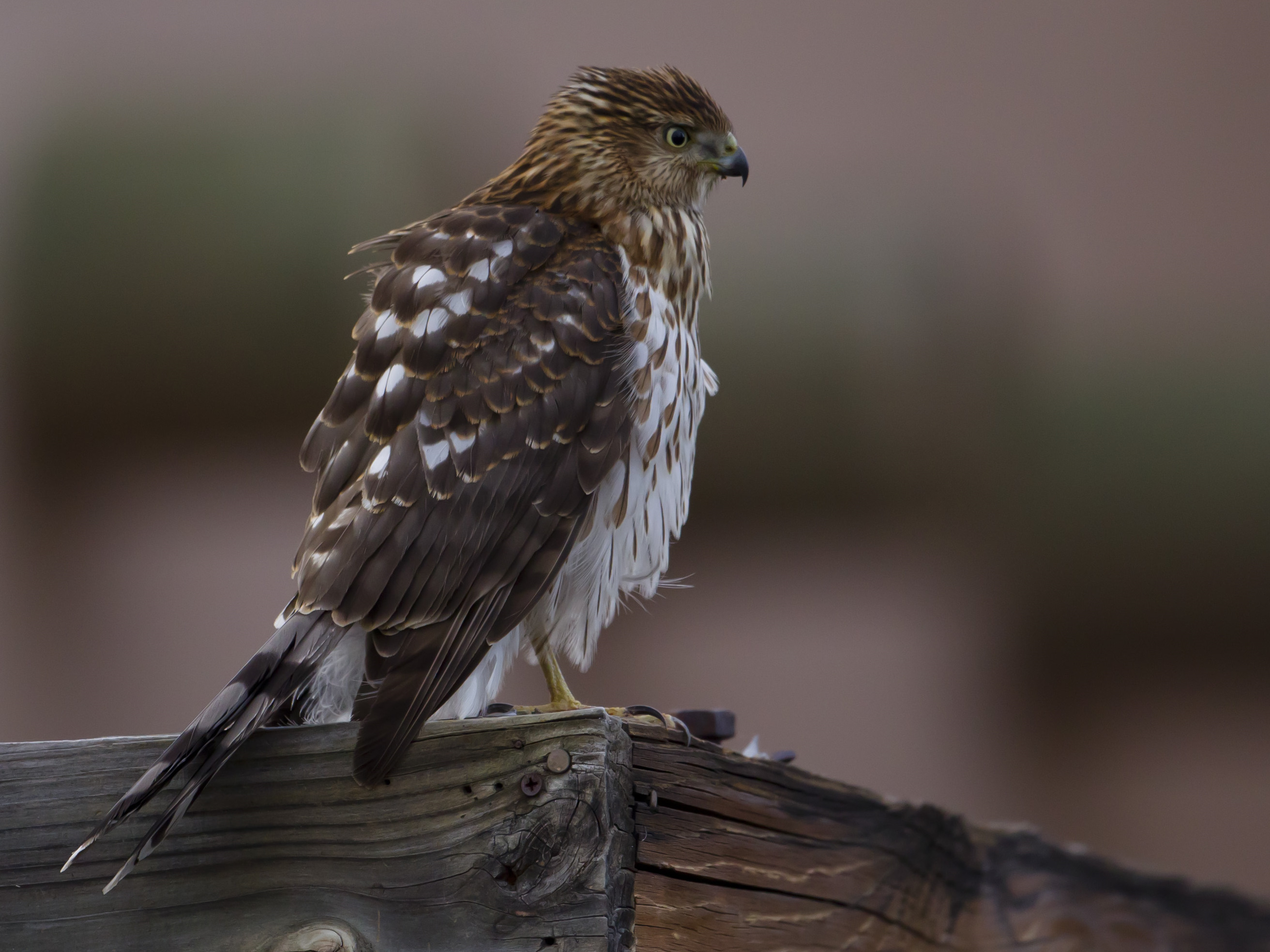
باز کوپر نوجوانی که از یک نشیمنگاه موقت در فضای باز استفاده می‌کند
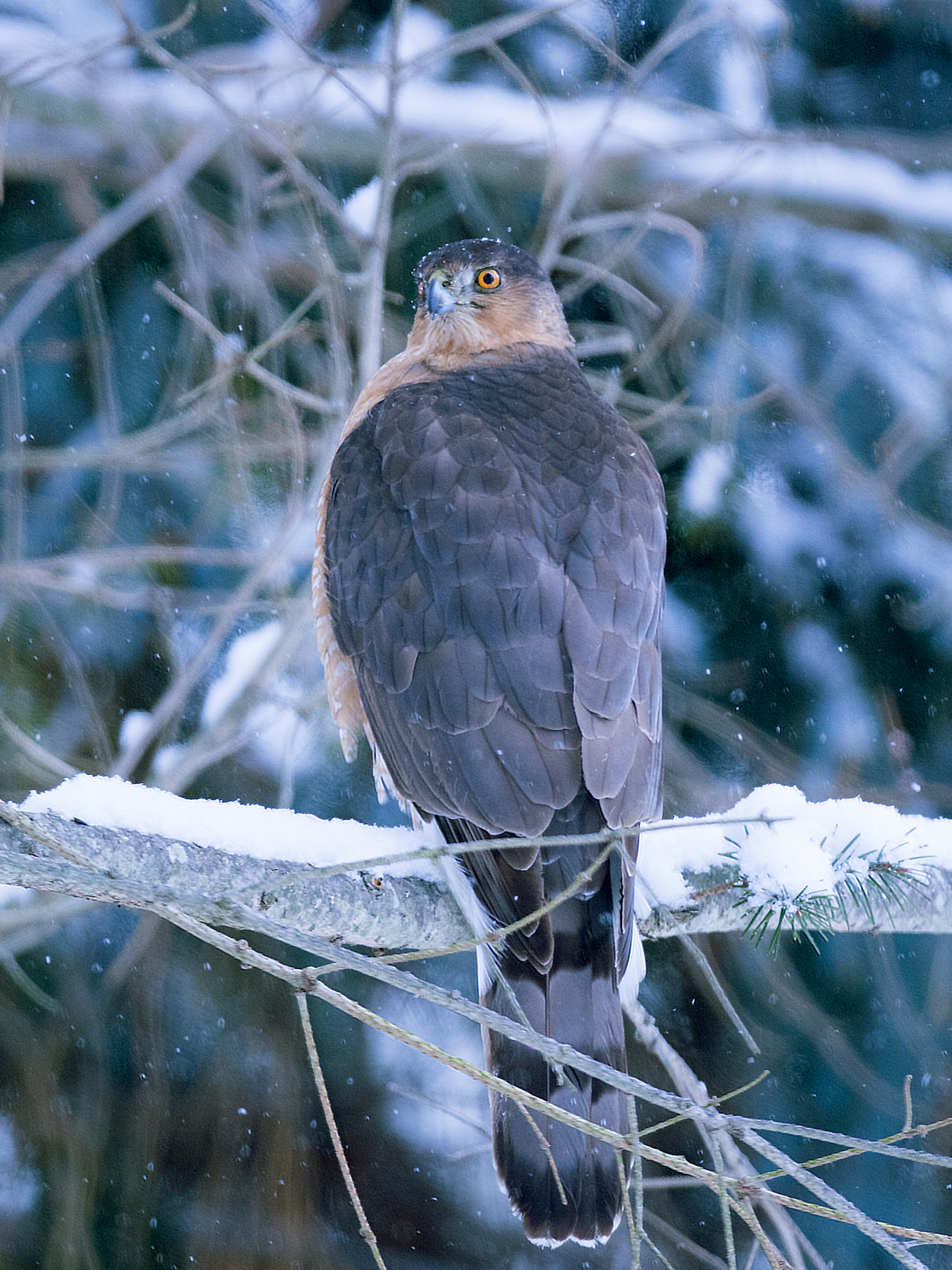
باز کوپر در ماه‌های سردتر در مناطق زمستانی و برفی معمول هستند
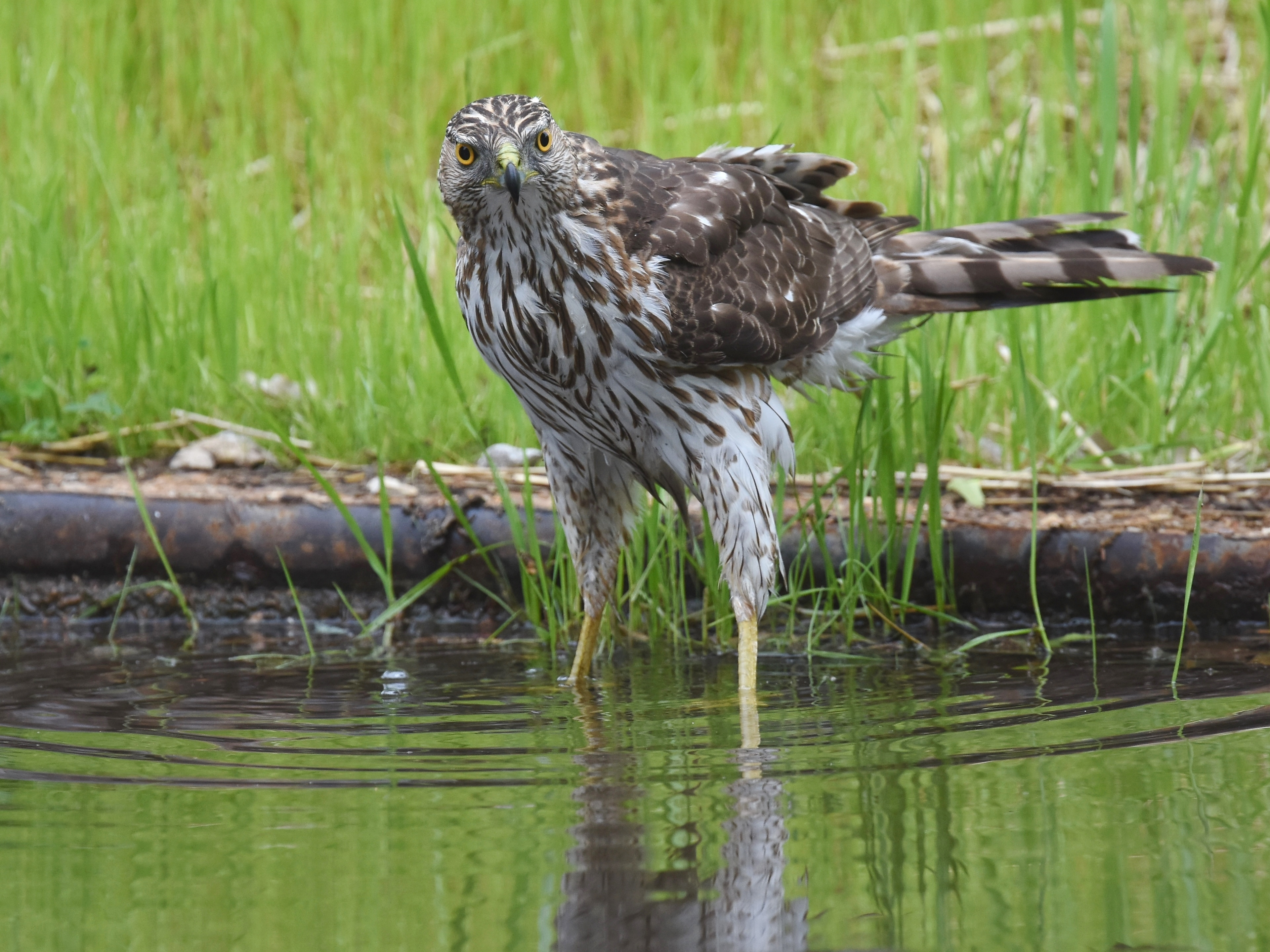
باز کوپر جوان از یک گودال بزرگ کنار جاده به عنوان حمام استفاده می‌کند
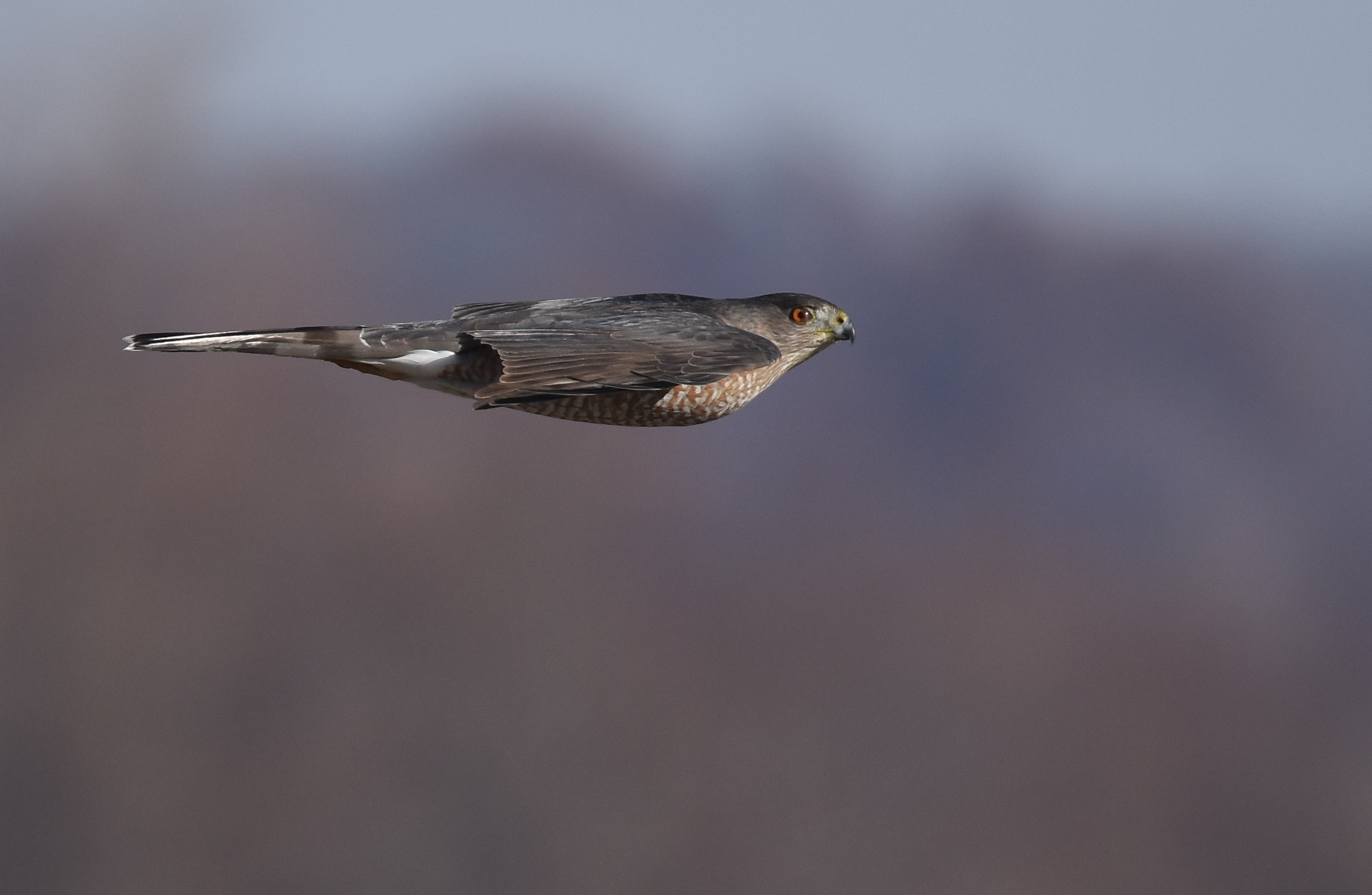
شکل متمایز دم بلند و سر بزرگ باز کوپر در حال پرواز. بال‌های کوتاه که هنگام بال‌زدن دادن دیده می‌شوند نیز مشخصه هستند.
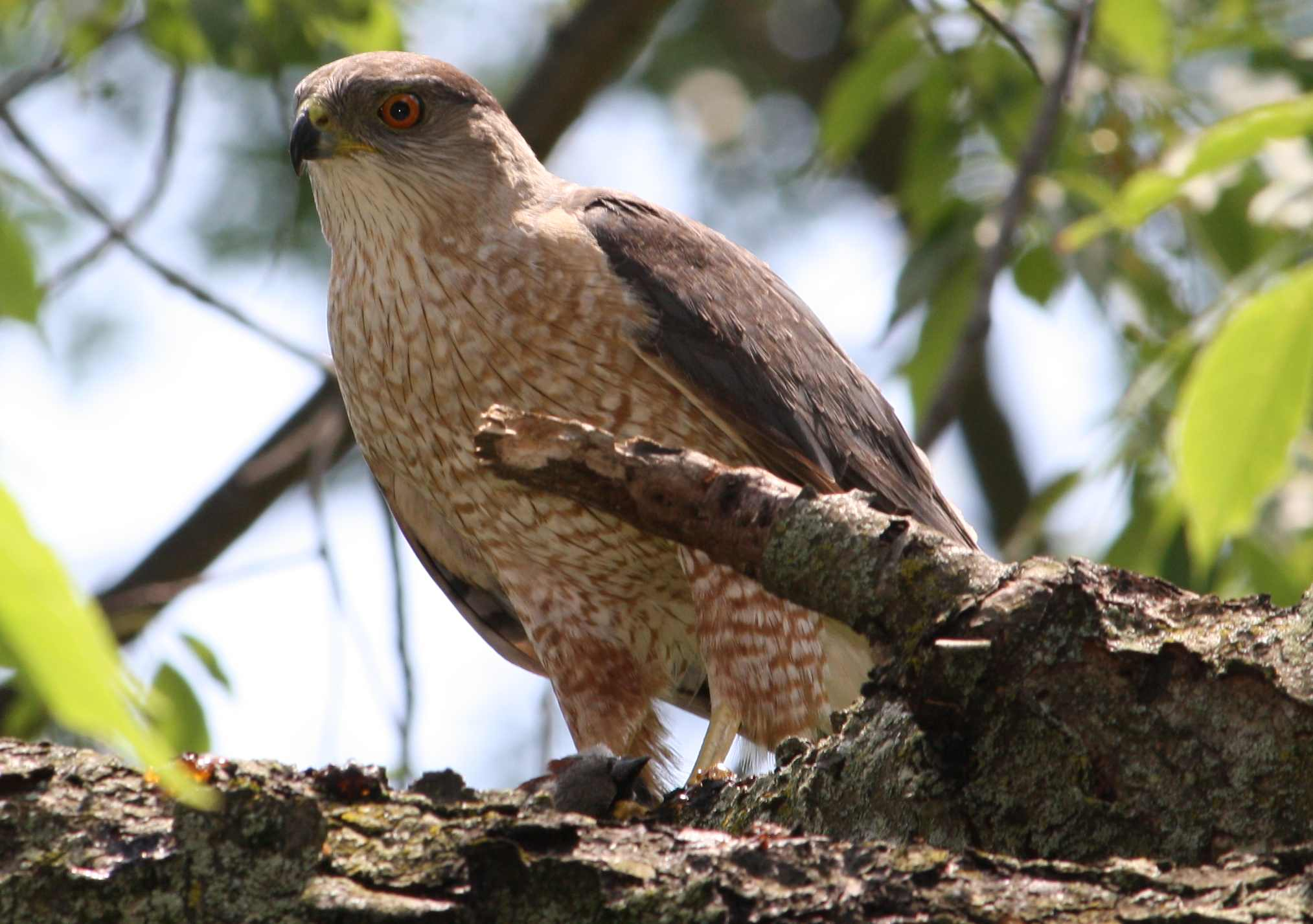
یک باز کوپر بالغ با یک پرنده معمولی کشته شده
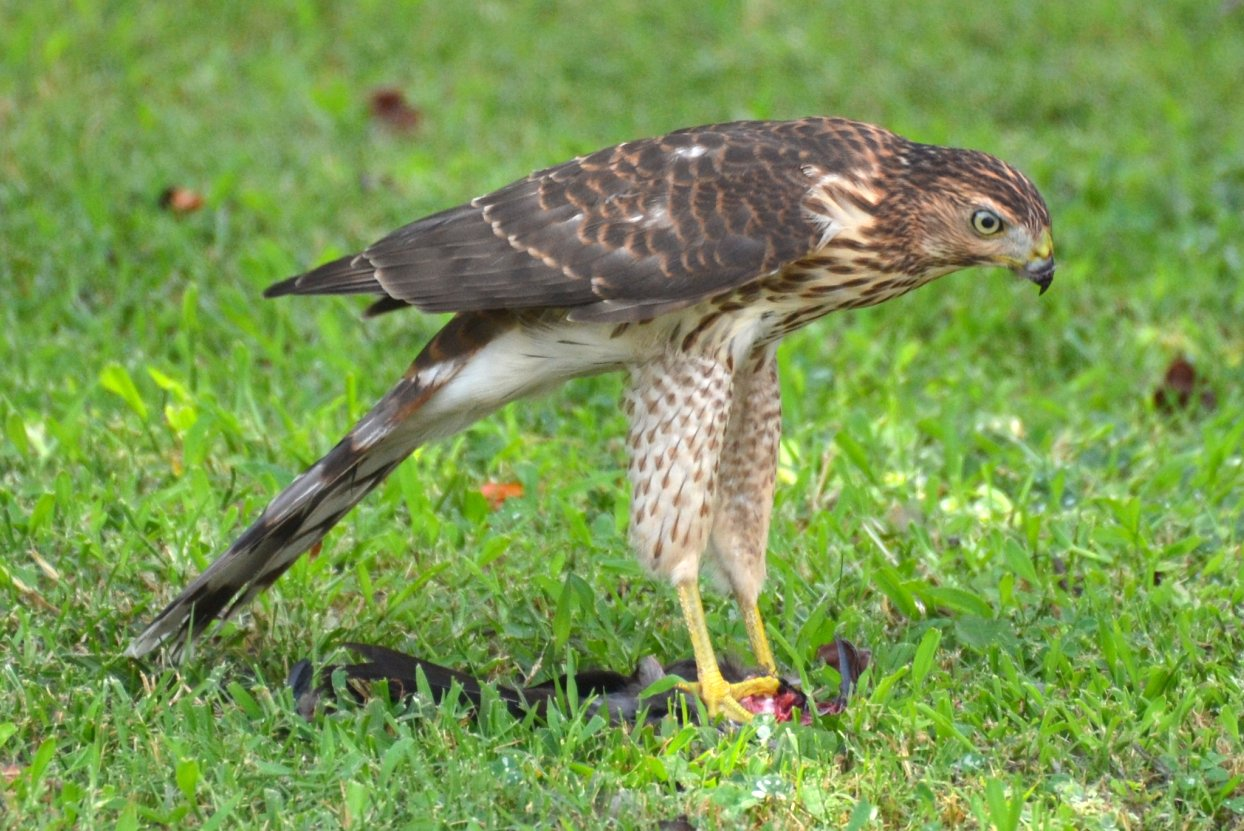
یک باز کوپر که طعمه‌اش یک زاغ آمریکایی معمولی است
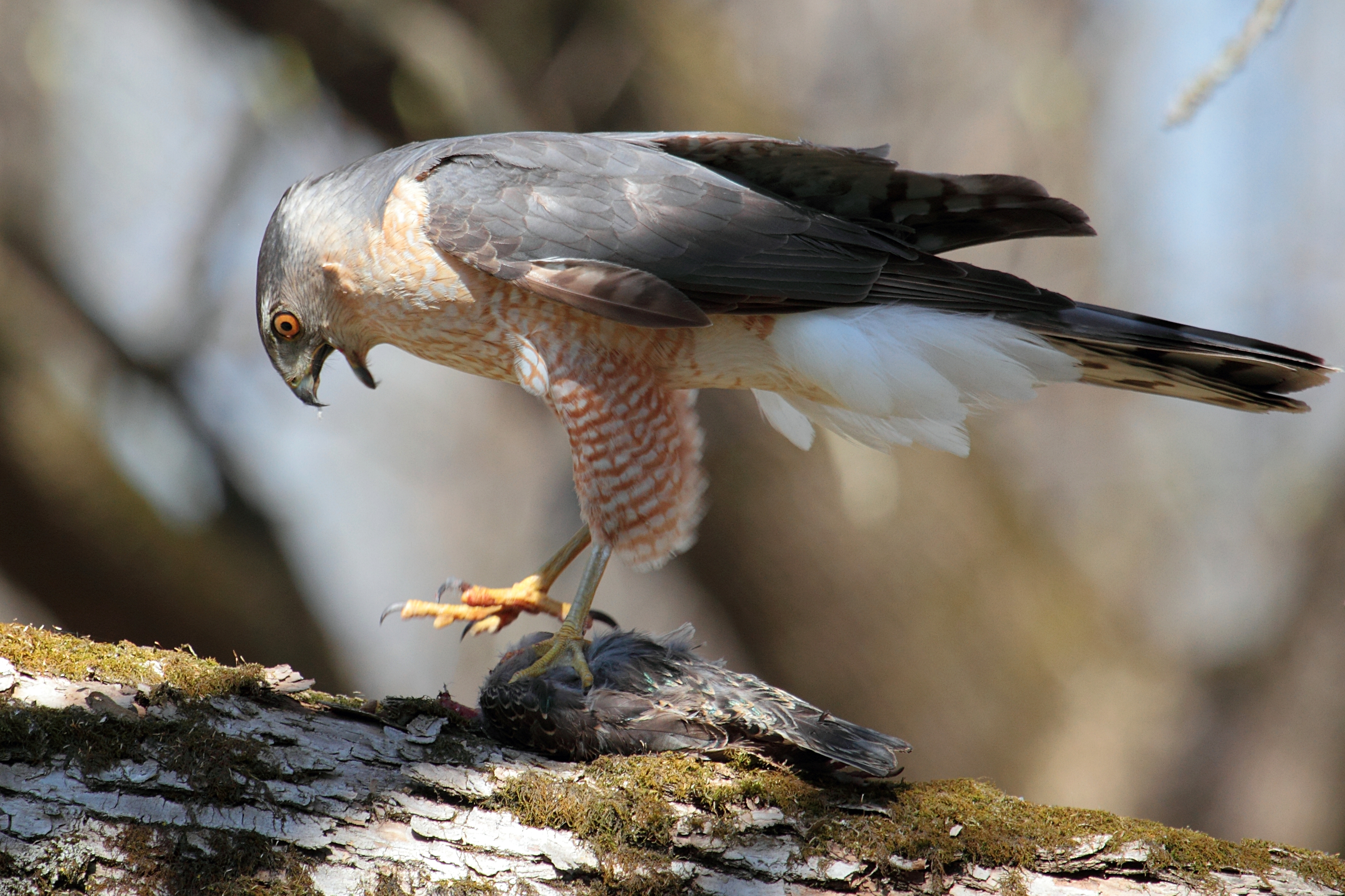
یک باز کوپر بالغ که یک سار معمولی را شکار کرده‌است که یکی از پرمصرف‌ترین طعمه‌های این گونه است.
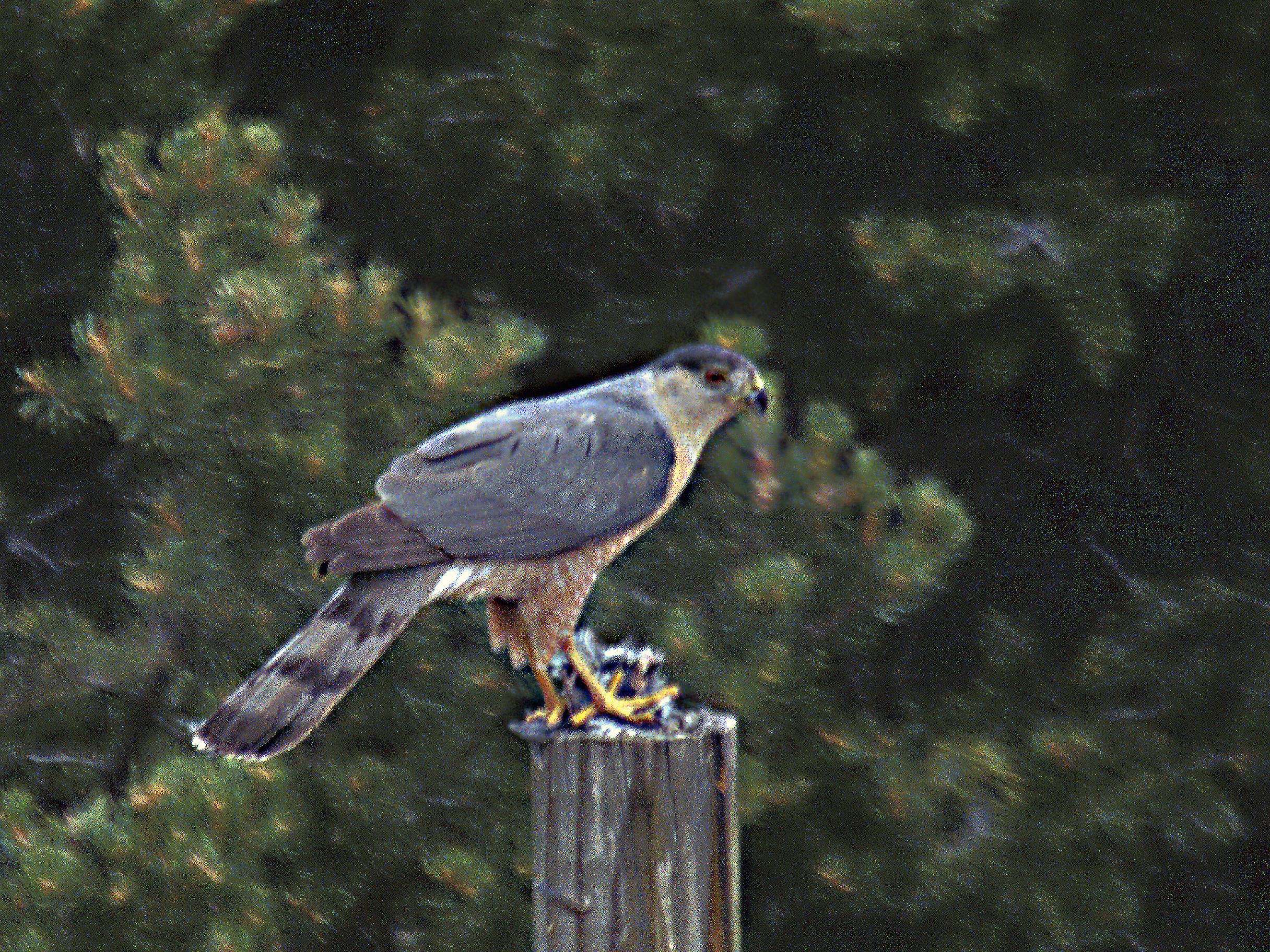
خوردن یک سهره در حیاط خلوت
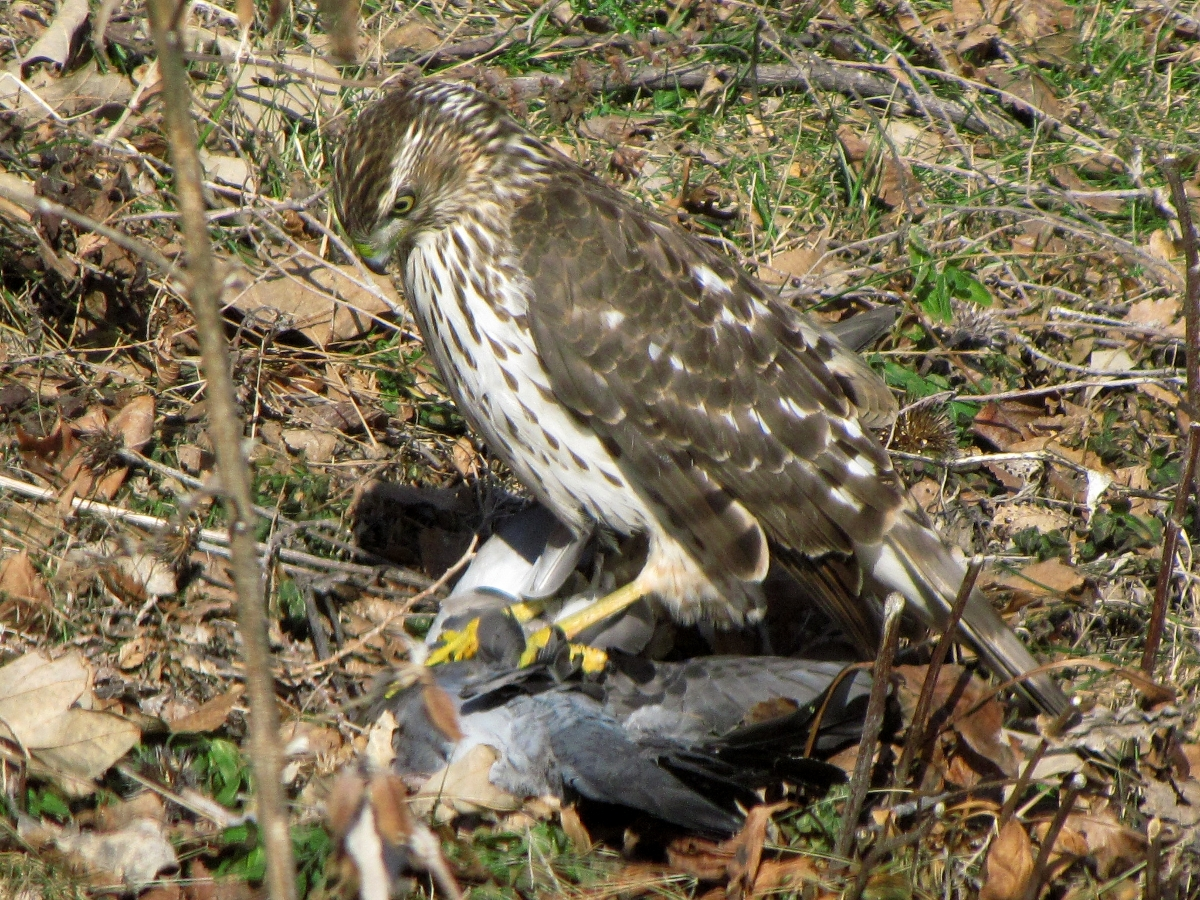
باز کوپر نابالغی که یک کبوتر شکار کرده‌است
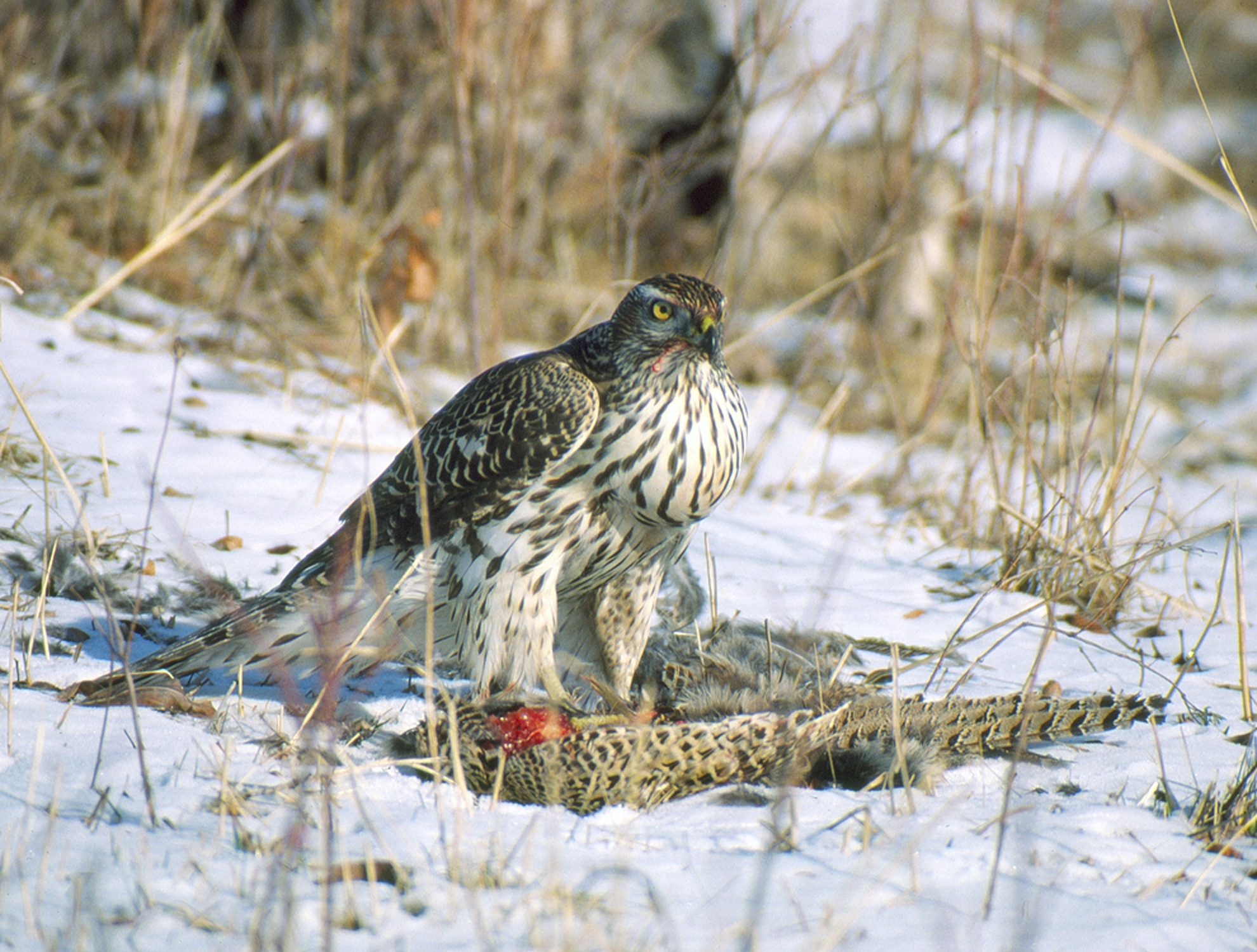
کشتن یک قرقاول معمولی در زمستان توسط یک باز کوپر
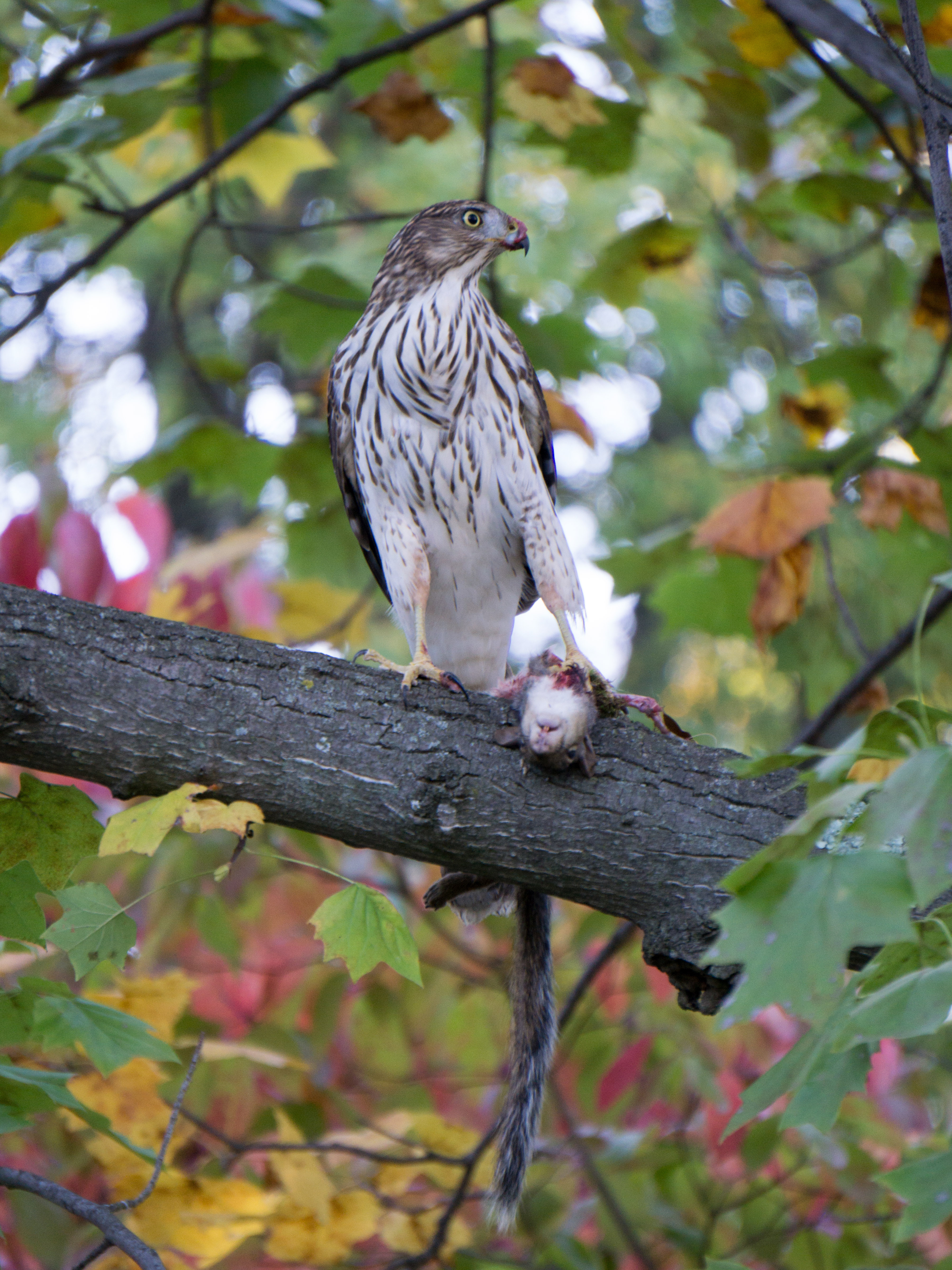
یک سنجاب درختی یک وعده غذایی مناسب برای یک باز کوپر نوجوان است
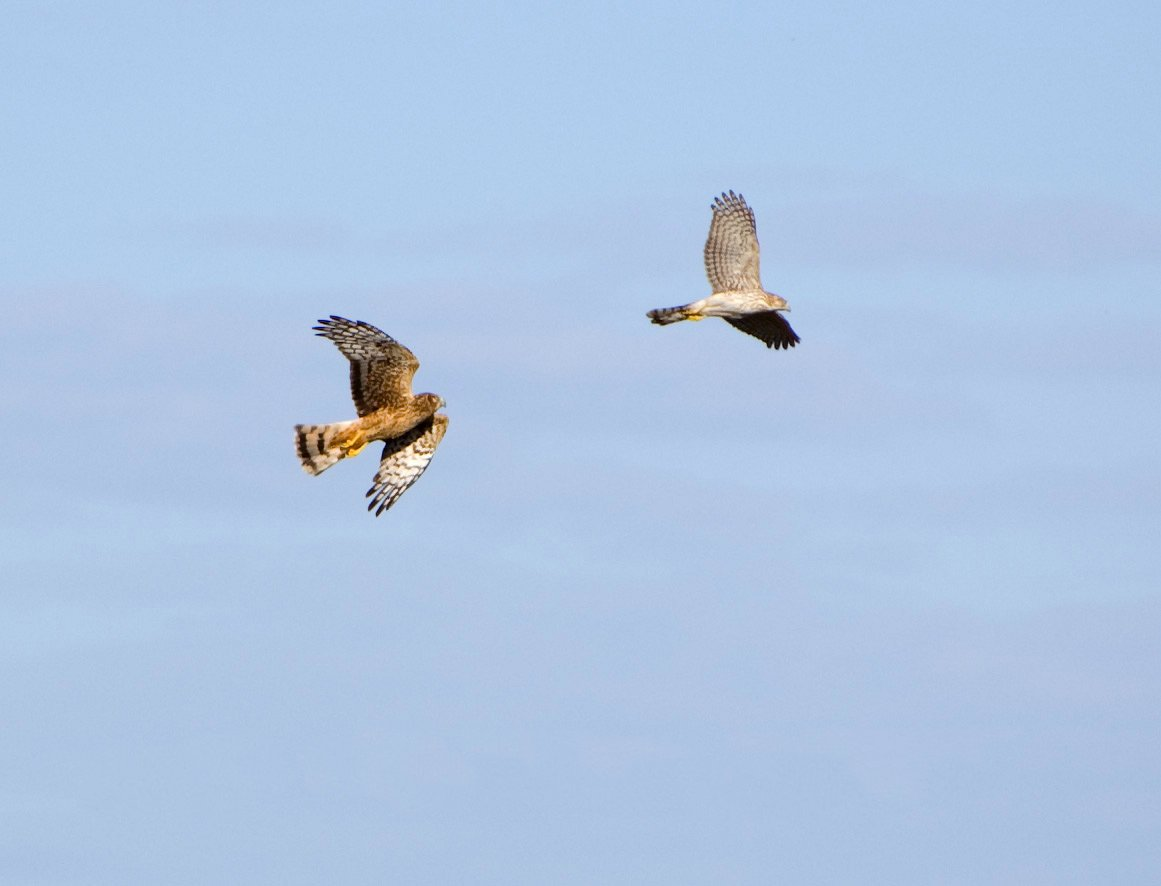
دیگر شکارچیان ممکن است نسبت به اشتراک منابع با بازهای کوپر تحمل نداشته باشند، دلیل محتمل این است که این سنقر شمالی در تعقیب باز کوپر جوان است.
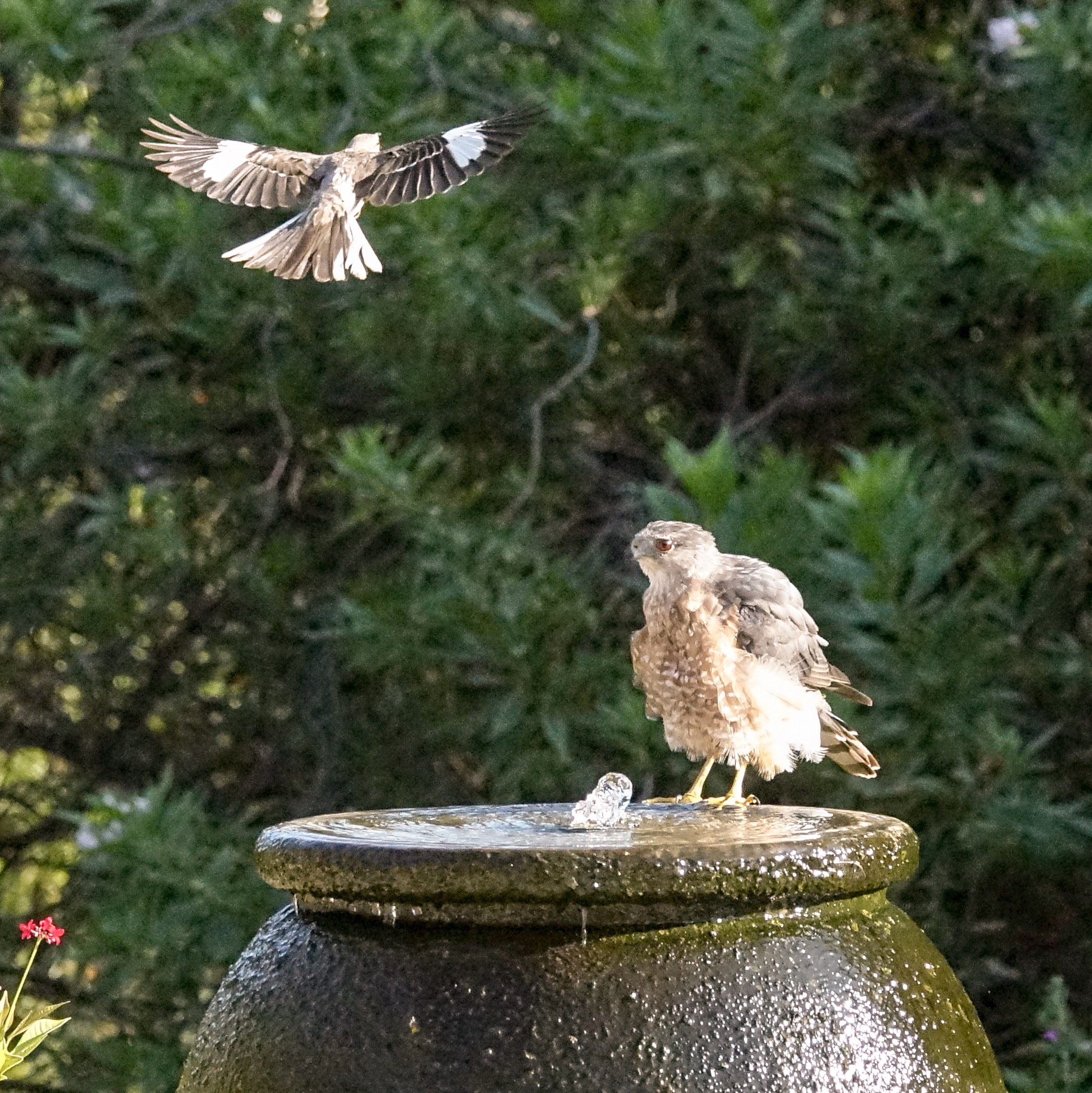
یک مرغ مقلد در حال پرواز برای بمباران شیرجه‌ای به باز کوپر است
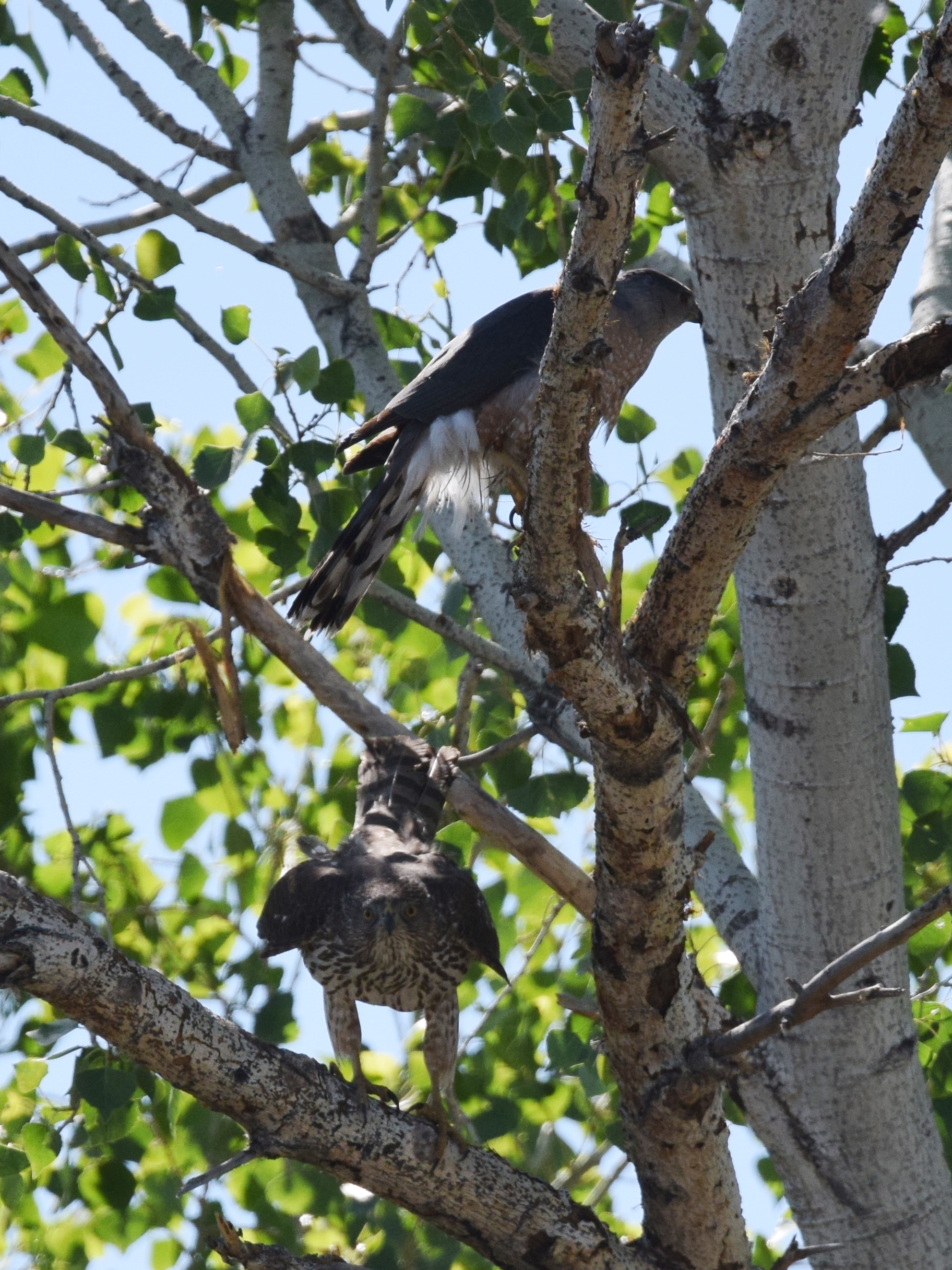
یک جفت زادآور باز کوپر که از یک نر بالغ و یک ماده نابالغ تشکیل شده‌است.
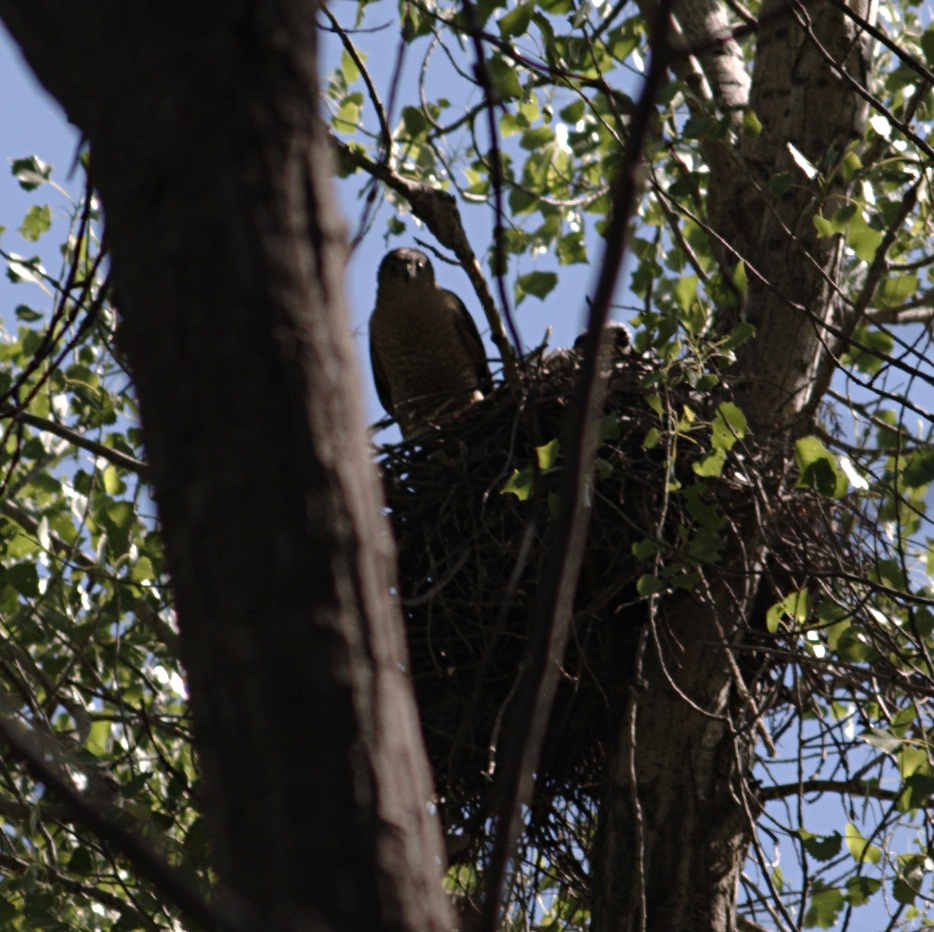
آشیانه بزرگ و حجیم باز کوپر که ماده روی آن نشسته‌است.
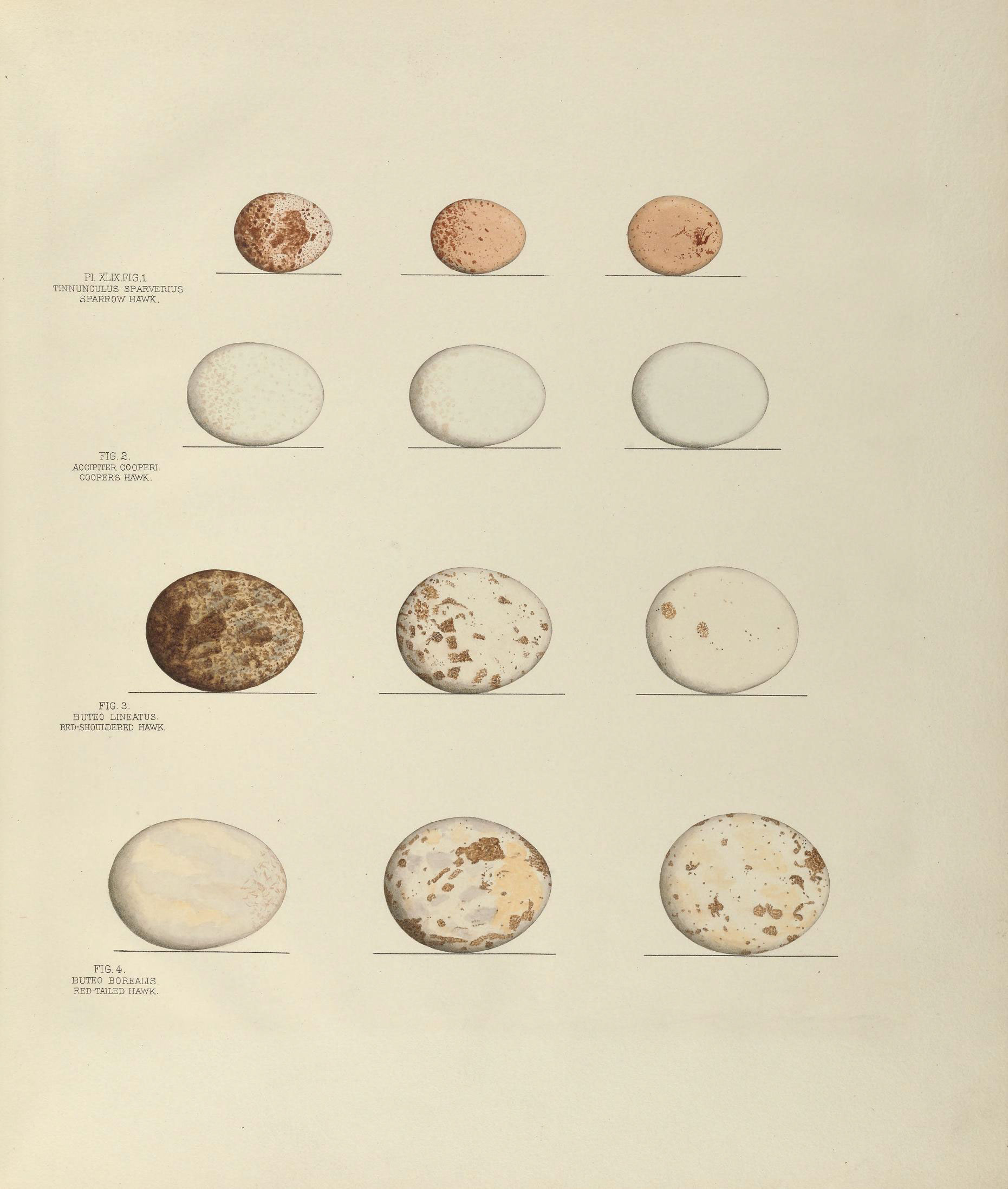
ردیف دوم تخم‌های بدون نشانه باز کوپر را در مقایسه با دلیجه‌های آمریکایی (خط ۱)، سارگپه شانه‌سرخ (خط ۳) و باز دم‌سرخ (خط ۴) نشان می‌دهد.
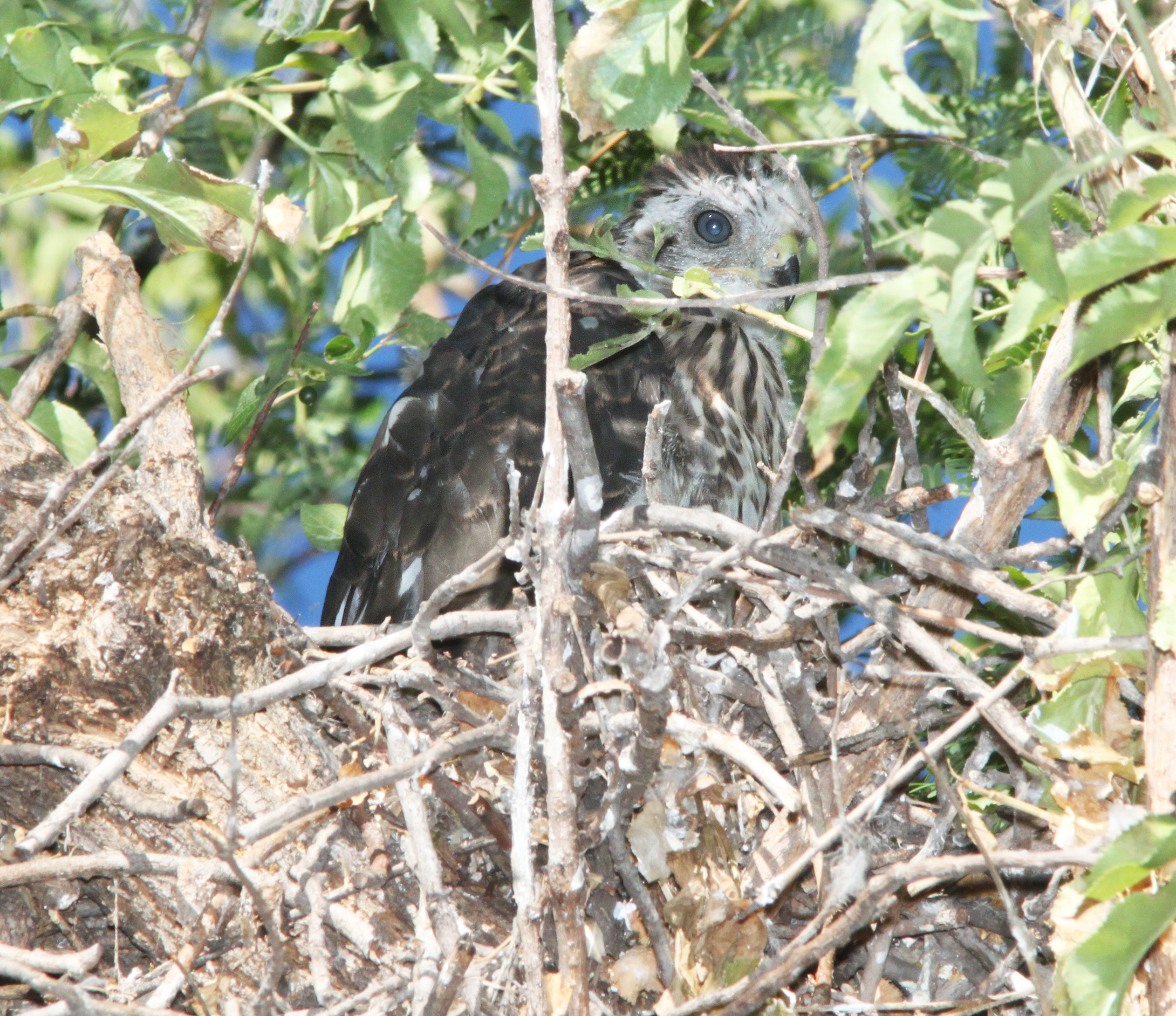
یک جوجه آشیانه‌ای بزرگ باز کوپر که آشیانه بیرون می‌آید
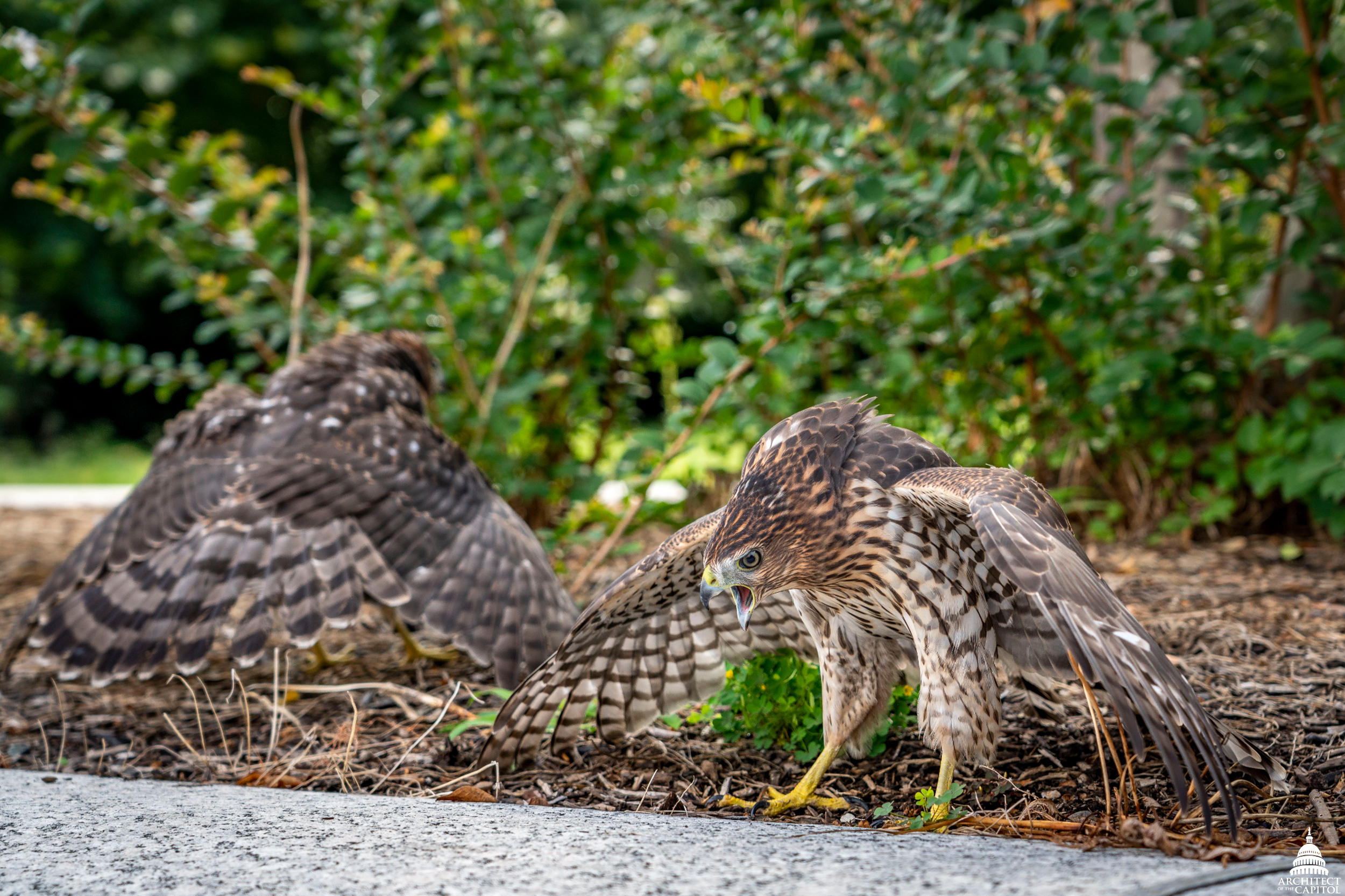
بازهای کوپر خواهر و برادر نوجوان اندکی پس از پراکندگی، اجتماعی هستند
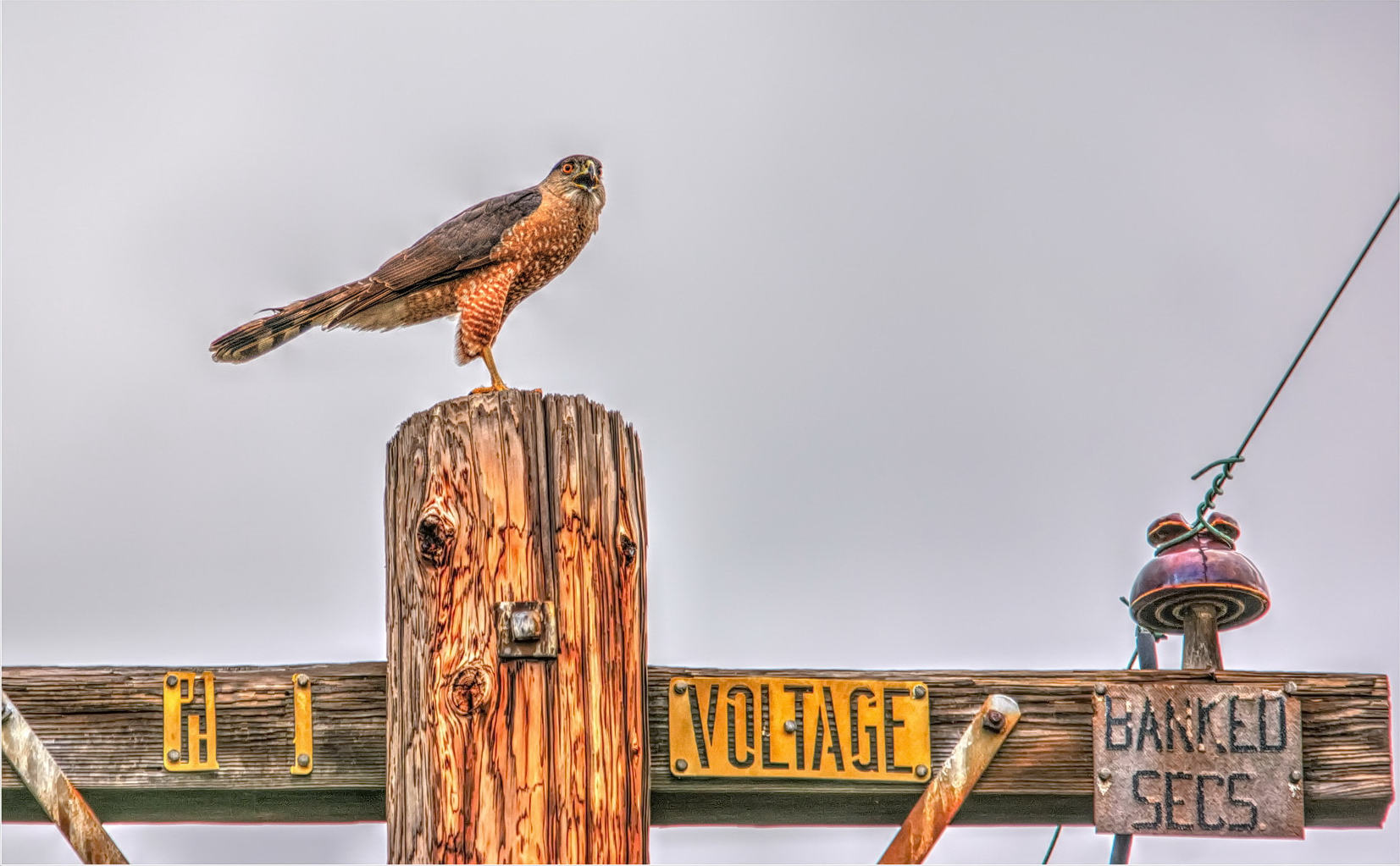
خطر بالای برخورد با کابل برق برای بازهای کوپر که در همسایگی شهری زندگی می‌کنند وجود دارد.
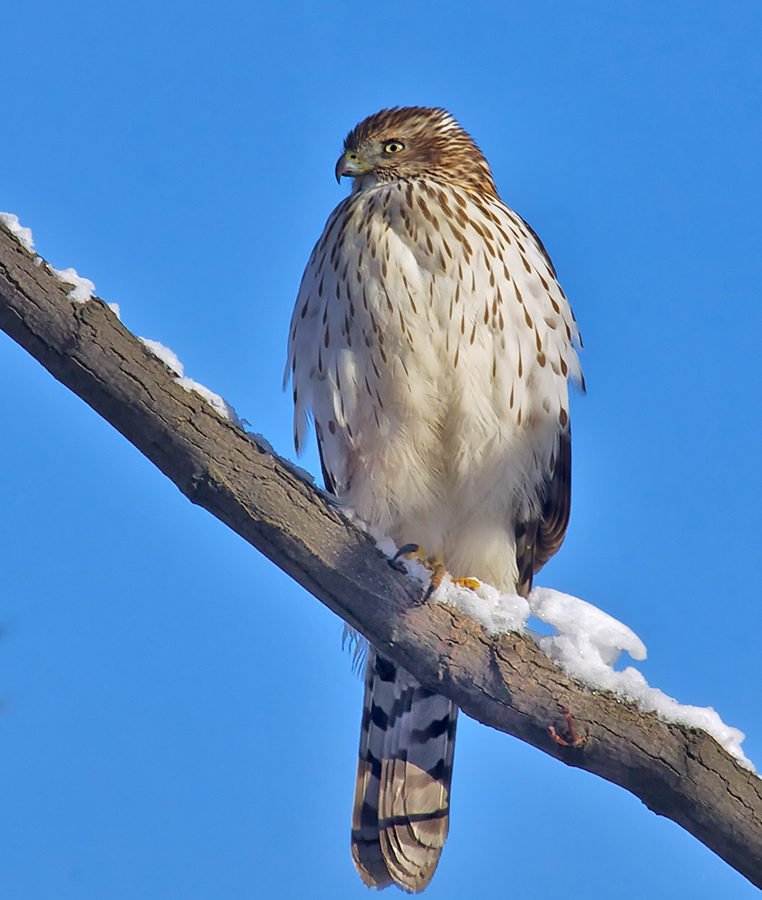
باز کوپر نابالغ در زمستان
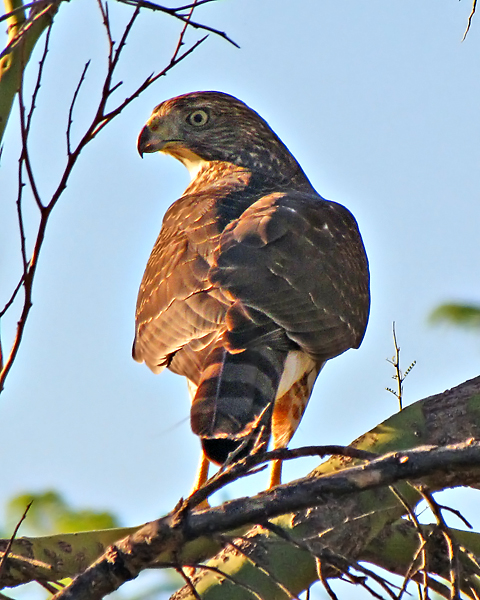
باز کوپر با جمعیت فراوان در توسان. علیرغم جمعیت زیاد، برخی از نویسندگان می‌ترسند که این جمعیت یک تله زیست‌محیطی باشد.
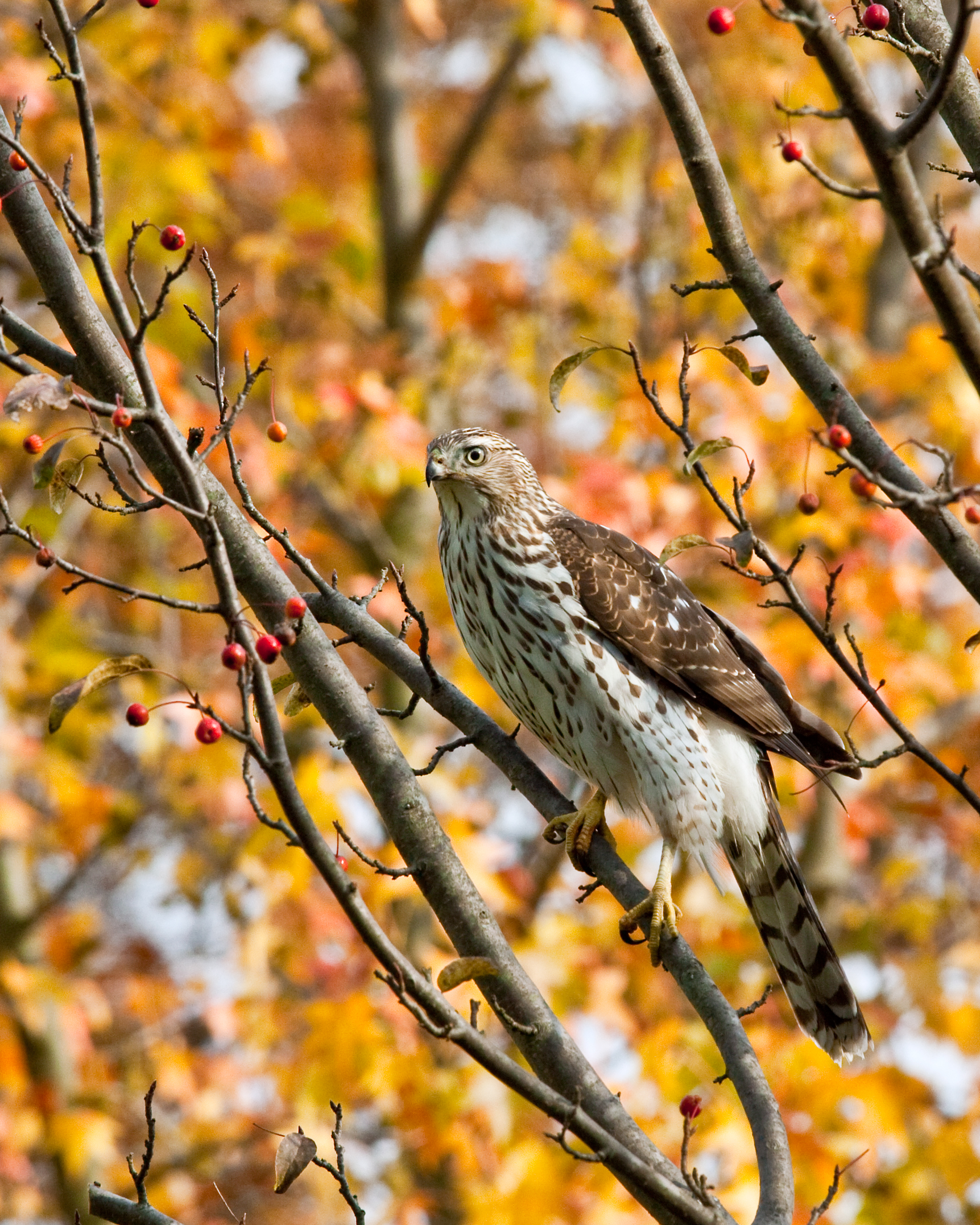
شاهین کوپر نابالغ
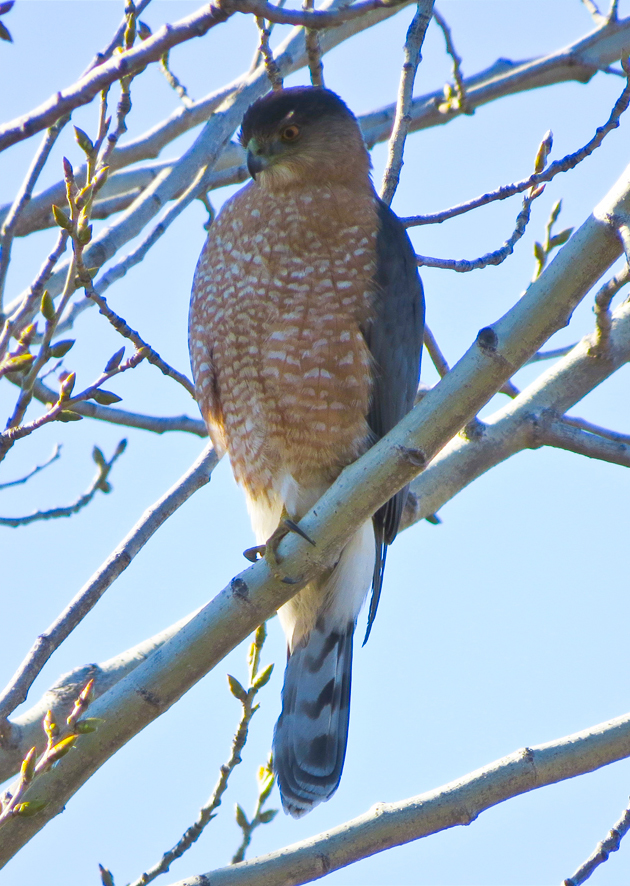
شاهین کوپر بالغ
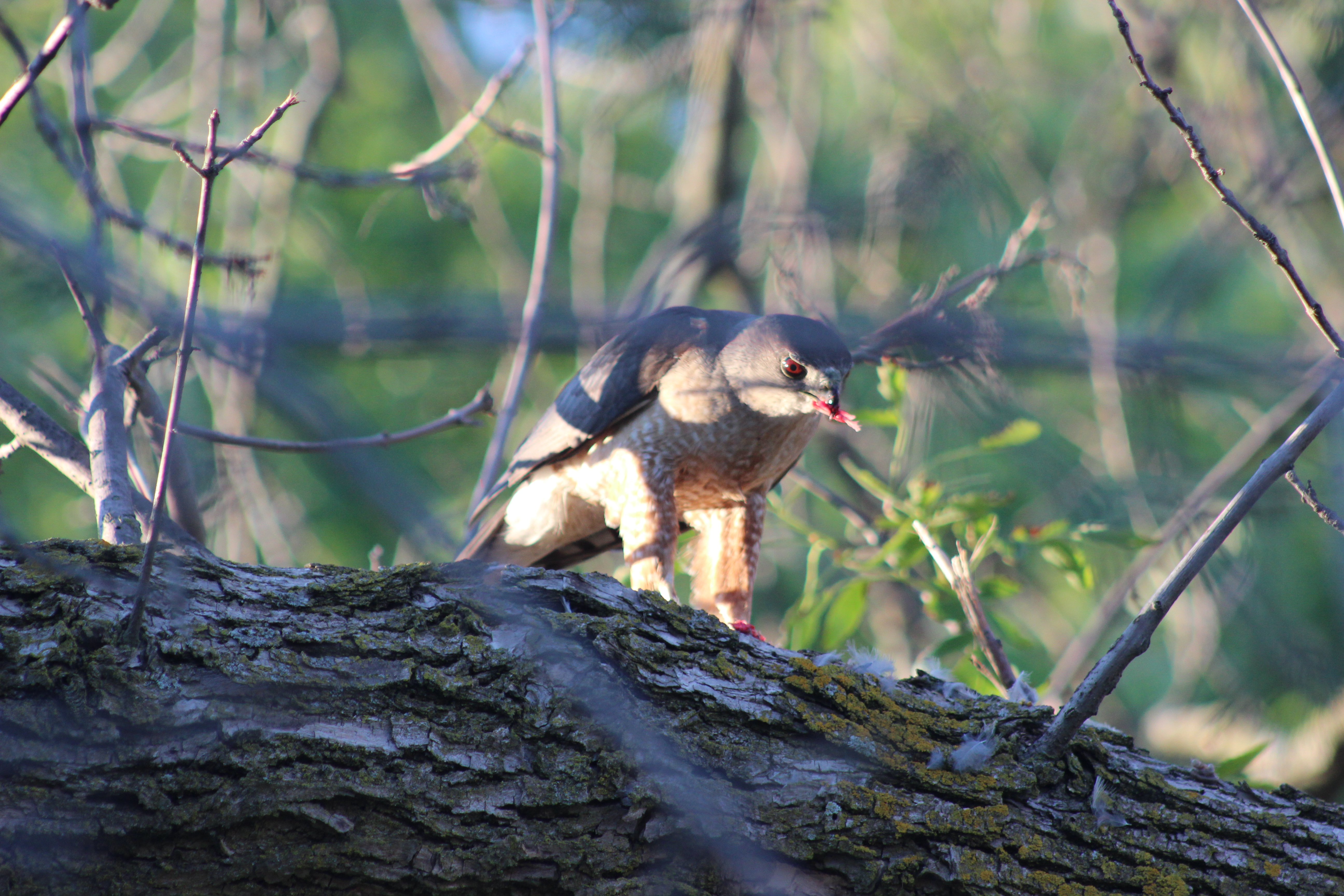
شاهین کوپر از یک پرنده کوچک تغذیه می‌کند